# RS-452
Pour les articles homonymes, voir Route 452.
La RS-452 est une route locale de la mésorégion métropolitaine de Porto Alegre qui relie la BR-116 à la RS-122. Elle dessert les municipalités de Vale Real, Alto Feliz, Feliz et Bom Princípio, et est longue de 27 km.